# Слобідка (Роздільнянський район)
Слобі́дка (у минулому до 01.02.1945 — Слободзея Молдавська) — село в Україні, в Роздільнянській міській громаді Роздільнянського району Одеської області. Населення становить 195 осіб. Відноситься до Чобручанського старостинського округу.

## Історія
На початку 1924 року хутір Слободзея Молдавська відносився до Шевченківської сільради Янівського (Тарасо-Шевченківського) району Одеської округи Одеської губернії. Більшість населення хутора становили молдавани (203 особи). Вони мали 33 господарства.
Станом на 1 вересня 1946 року с-ще Слобідка було в складі Шевченківської сільської ради.
У результаті адміністративно-територіальної реформи село ввійшло до складу Роздільнянської міської територіальної громади та після місцевих виборів у жовтні 2020 року було підпорядковане Роздільнянській міській раді. До того село входило до складу ліквідованої Старостинської сільради.

## Населення
Згідно з переписом УРСР 1989 року чисельність наявного населення села становила 142 особи, з яких 68 чоловіків та 74 жінки.
За переписом населення України 2001 року в селі мешкали 173 особи.
2010 — 185 осіб;
2011 — 190 осіб.

### Мова
Розподіл населення за рідною мовою за даними перепису 2001 року:
| Мова       | Відсоток |
| ---------- | -------- |
| українська | 90,17 %  |
| російська  | 5,78 %   |
| молдовська | 4,05 %   |